# Camille Mouyéké
Camille Mouyéké, (né le 16 mars 1962), est un réalisateur et scénariste congolais. Il est surtout connu pour avoir réalisé le thriller primé Voyage à Ouaga en 2001.

## Biographie
Camille Mouyéké est un réalisateur et scénariste congolais,. 
Il est né le 16 mars 1962 au Congo. Il étudie le cinéma à l'université Paris-VIII-Vincennes–Saint-Denis et  il obtient en 1993, son Master,. Il est le dernier congolais à avoir obtenu une bourse du gouvernement pour se former au cinéma et aller l'étudier. 

## Carrière
Il commence sa carrière cinématographique en réalisant de nombreux courts métrages populaires tels que Police Violence (1993), The Fire Proof (1995) et The Mavericks (1998). 
De retour au Congo, il obtient une bourse de l'Organisation internationale de la francophonie (OIF), où il commence à former la jeune génération au cinéma. Plus tard, il agrandit l'atelier et crée la société de production "Hortense Films" ,.
En 2001, il réalise le film Voyage à Ouaga qui reçoit des critiques positives et est ensuite projetée dans divers festivals de cinéma. Entre-temps, le film remporte également deux prix : le prix du public au Festival international du film francophone de Namur et le prix de la Ville de Ouagadougou au Festival panafricain du cinéma et de la télévision de Ouagadougou (FESPACO).  Après le succès du film, il démarre son deuxième long métrage en 2012 qui est tourné en Namibie. Parallèlement, il développe également un projet cinématographique appelé "Namib Cinéma" dans la ville de Pointe-Noire, au Congo. 

## Filmographie
| Année | Film                   | Rôle        | Genre         | Réf.   |
| ----- | ---------------------- | ----------- | ------------- | ------ |
| 1993  | Violence policière     | Réalisateur | Court métrage |        |
| 1995  | L'Épreuve du feu       | Réalisateur | Court métrage |        |
| 1998  | Les Non-conformistes   | Réalisateur | Court métrage |        |
| 2001  | Voyage à Ouaga         | Réalisateur | Film          |        |
| 2005  | La Danse des infidèles | Réalisateur | Court métrage | [ 10 ] |